# Атентат у Хотелу „Парк“ у Нишу
Атентат у хотелу „Парк“ у Нишу била је акција Окружног комитета КПЈ против немачког окупатора, која је означила почетак оружаног устанка партизана на југу Србије.

## Догађај
У центру Ниша, у хотелу „Парк“, немачки окупатори сместили су свој Официрски клуб и организовали вечере и забаве. Комунисти су атентат испланирали за 2. август 1941, дан уочи формирања Озренског одреда, првог партизанског одреда на југу Србије.
Извршење задатка поверено је осамнаестогодишњем ученику пољопривредне школе у Прокупљу Александру Војиновићу, родом из топличког села Мирнице. 

Александар Војиновић је 2. августа, око 21 час, када је већа група немачких официра дошла на вечеру, бацио бомбу у салу хотела, а потом још једну на гониоце, испаливши неколико метака из револвера. Погинуло је више немачких официра и војника.
Атентатор је успео да побегне и прикључи се партизанском одреду на Пасјачи.